# Wooden Stars
Wooden Stars is een Canadese indierockband, opgericht in 1994. De band uit Ottawa bestaat uit zanger en gitarist Julien Beillard, gitarist Michael Feuerstack, de bassisten Josh Latour en Mathieu Beillard en drummer Andrew McCormack.

## Bezetting
- Julien Beillard
- Andrew McCormack
- Mathieu Beillard
- Michael Feuerstack
- Josh Latour

## Geschiedenis
In 1999 werkten de Wooden Stars samen met singer-songwriter Julie Doiron aan het album Julie Doiron and the Wooden Stars, die een Juno Award voor beste alternatieve album wonnen. Na dat album concentreerden de bandleden zich op andere projecten, hoewel de band nooit formeel werd ontbonden. In 2004 kwamen ze weer samen om op te treden op het 40e verjaardagsfeest van hun oude producent Dave Draves. Begin 2005 speelde de band verschillende reünieshows in Ottawa, Toronto en Hamilton (Ontario) en bracht het oude materiaal opnieuw uit bij Zunior Records. Ze brachten People Are Different, hun eerste album in zeven jaar, uit bij Sonic Unyon in 2007.
Naast de Wooden Stars hebben verschillende bandleden gespeeld of opgetreden met verschillende bands in Centraal Canada. Mike Feuerstack speelt in zijn eigen band Snailhouse, speelde met de langlopende Ottawa-outfit Kepler, treedt op met Angela Desveaux en verschijnt op recente opnamen van het Bell Orchestre en Islands. Andrew McCormack speelde in CLARK, de band van Ottawa. In 2013 publiceerde Invisible Publishing Wooden Stars: Innocent Gears, een boek over de band van auteur Malcolm Fraser. In 2014 stond de band op het hoofdpodium van het Peterborough Folk Festival.

## Discografie
- 1994: Wooden Stars (7-inch)
- 1995: The Very Same
- 1997: Mardi Gras
- 1998: Rise Up & Get Down
- 1999: The Moon
- 1999: Julie Doiron and the Wooden Stars
- 2007: People Are Different